# BMP-2
BMP-2(ロシア語: БМП-2)は、ソビエト連邦の歩兵戦闘車（IFV）。

## 開発
1966年に採用されIFVの基礎を築いたBMP-1だったが、ソ連地上軍が運用する中で様々な課題が浮き彫りになった。主砲の2A28 73mm滑腔砲は低圧のため砲弾が横風の影響を受けやすく、500m以上になると命中率が大幅に下がった。対戦車ミサイルである9M14（AT-3）は、手動指令照準線一致誘導方式で操縦する必要がある上に飛翔速度が遅く、発射時に出る大量の噴煙は自らの姿を晒す原因となった。さらに、装填時には車外に飛び出してレールにミサイルを取り付け、動翼を展開する必要があった。そのため、ミサイルの誘導中や装填中に攻撃を受けた際、反撃しにくい欠点があった。
そこで、1970年代に入るとクルガンスキー自動車工場とチェリャビンスクトラクター工場で兵装を換装したBMP-1の改良型の開発が始まった。開発の中心は、兵員を8名から7名に減らすが、命中率の高い主砲と新型の9M113（AT-5）対戦車ミサイルへ兵装を更新することだった。2社で合わせて5種類の試作車両が作られた。
5種類の試作車両は1972年から1974年の間に設計され、試験と性能比較を経て、最終的に1980年にオブイェークト675がBMP-2として採用された。
| 名称              | 設計                           | 兵装 |
| ----------------- | ------------------------------ | --- |
| オブイェークト675 | クルガンスキー自動車工場       | 2A42 30mm機関砲とPKT 7.62mm機関銃1門、9M113（AT-5）を搭載した2人用砲塔を搭載。                                                                                                 |
| オブイェークト680 | クルガンスキー自動車工場       | 2A42よりやや短銃身の2A38 30mm機関砲とPKT 7.62mm機関銃1門、9M113（AT-5）を搭載した1人用砲塔を搭載。                                                                             |
| オブイェークト681 | クルガンスキー自動車工場       | BMP-1の主砲を長砲身の2A41ザルニッツァ73mm滑腔砲（上下左右のスタビライザーを追加）に換装し、副武装をNSVT 12.7mm機関銃・PKT 7.62mm機関銃各1門に強化、さらに9M113（AT-5）を搭載。 |
| オブイェークト768 | チェリャビンスクトラクター工場 | BMP-1の主砲を2A41ザルニッツァ73mm滑腔砲に、副武装をNSVT 12.7mm機関銃に換装し、9M113（AT-5）を搭載。                                                                            |
| オブイェークト769 | チェリャビンスクトラクター工場 | 2A42 30mm機関砲とPKT 7.62mm機関銃2門、9M113（AT-5）を搭載した、2人用砲塔を搭載。                                                                                               |

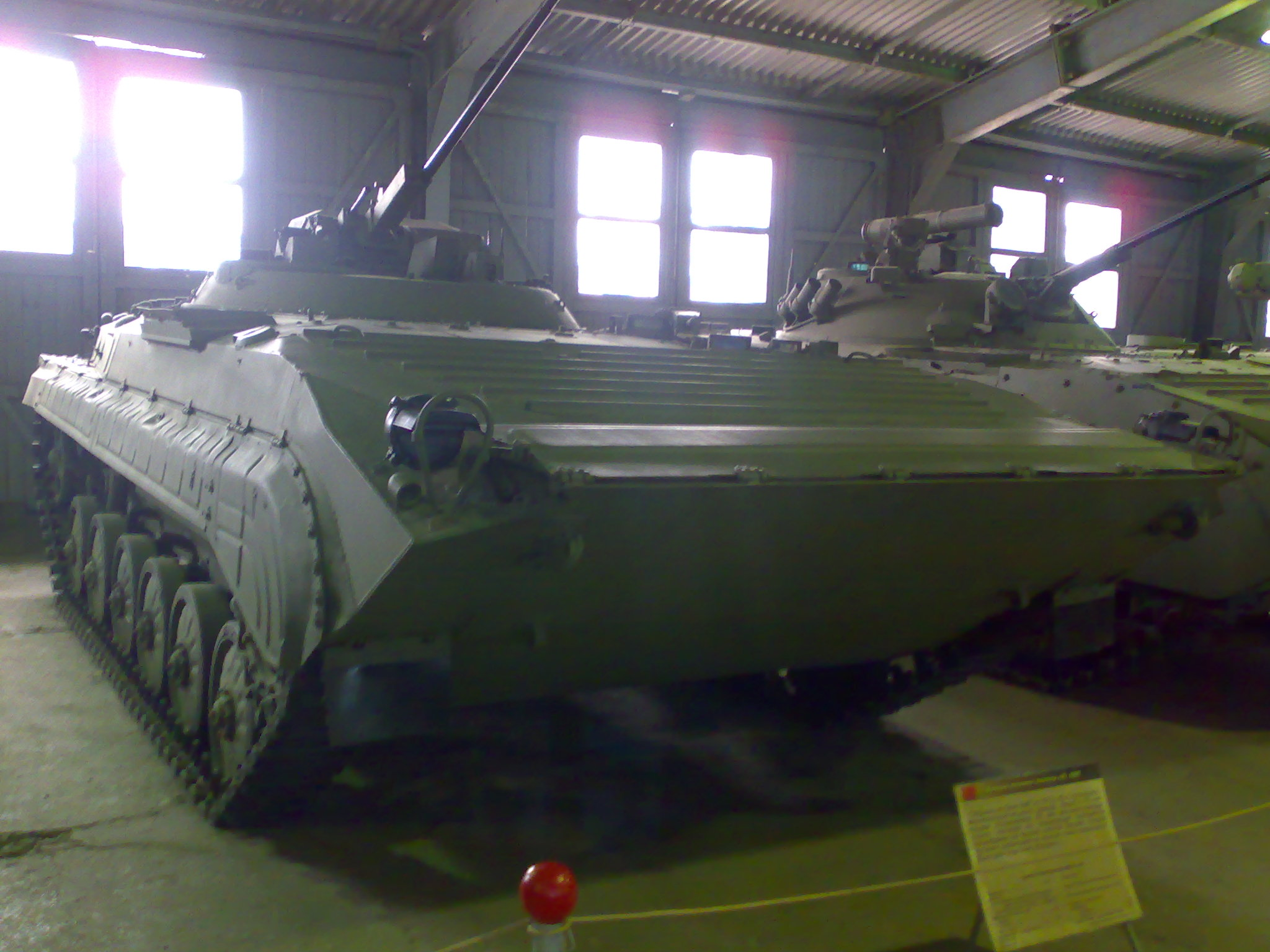
オブイェークト680
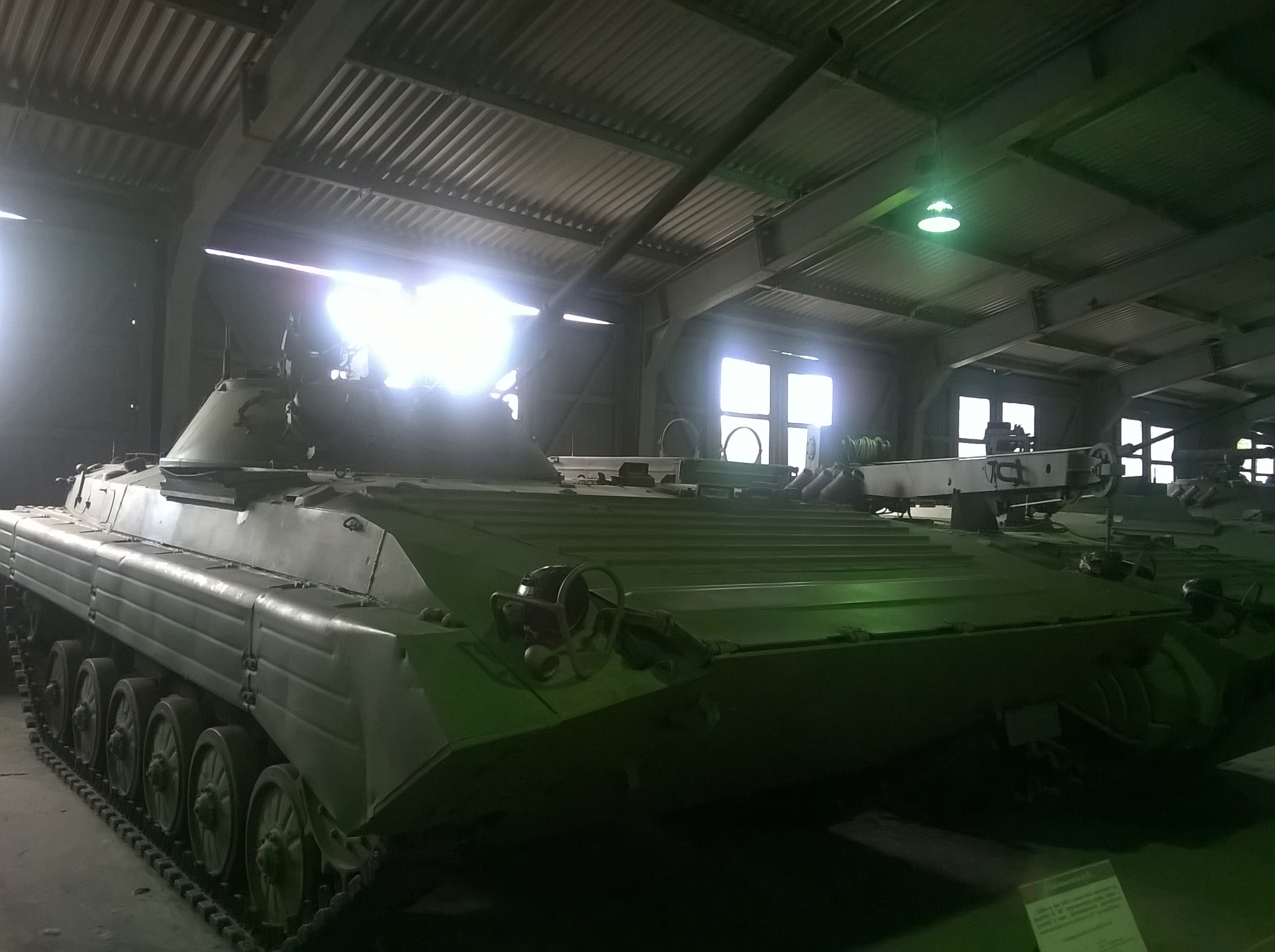
オブイェークト681
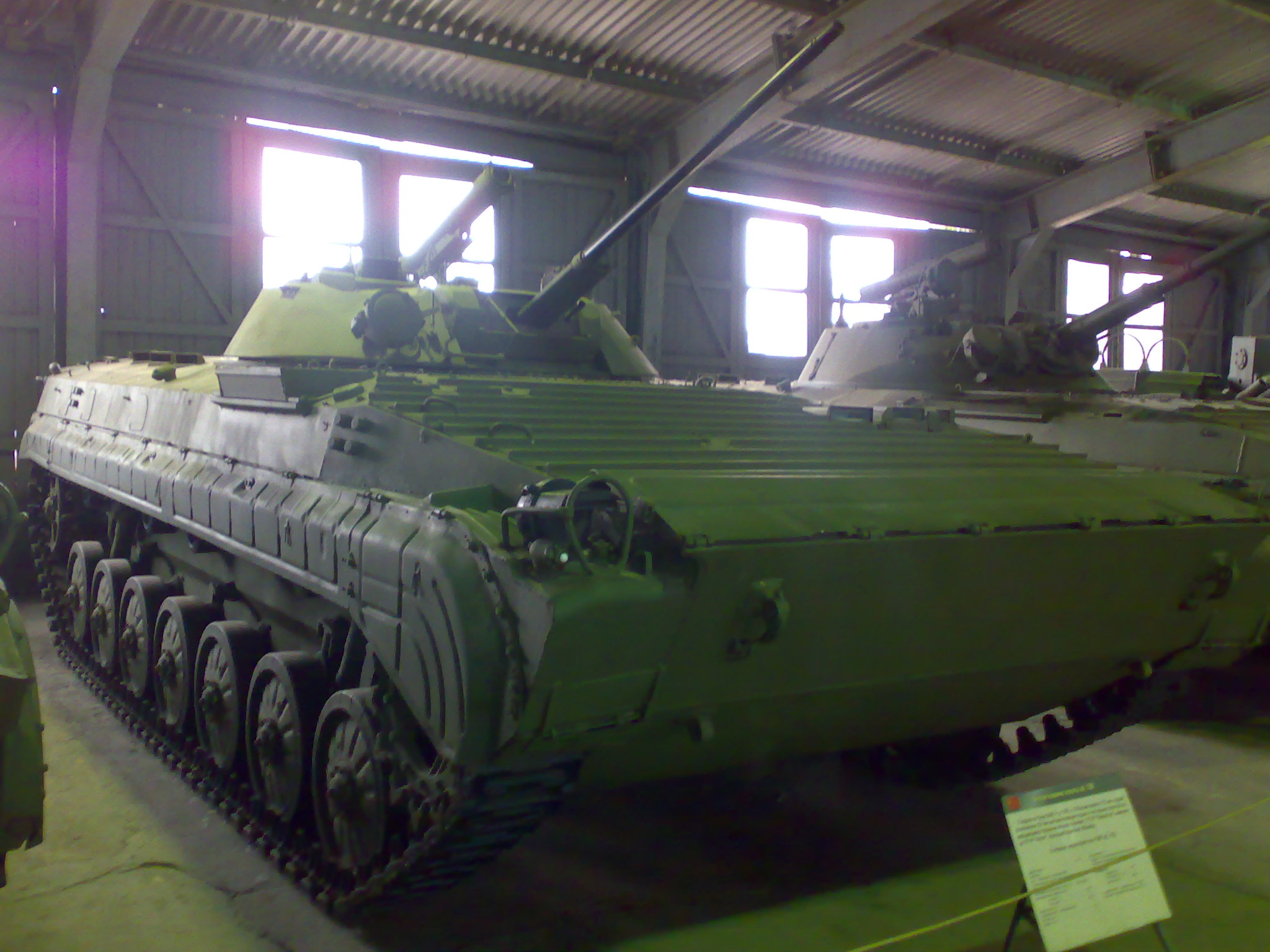
オブイェークト769

## 設計

### 車体
BMP-2の車体はBMP-1によく似ており、主機はUTD-20ディーゼルエンジンの改良型であるUTD-20S1が搭載されるなど、駆動部はほぼ同じである。重量増加のため一時期水上航行機能は取り外されたが程なく復活し、BMP-1と同じく浮航が可能となった。
BMP-1との最大の違いは大形化した2人用の砲塔で、砲手と車長が搭乗する。BMP-1では車長席から全周視界が得られなかったが、BMP-2では車長席が砲塔に移ったことで全周視界を得られるようになり、戦闘時に砲手と意思疎通しやすくなった。搭乗する兵員は7名で、6名の兵士は車体後部の兵員室に、3人がけの座席2列に背中合わせに座るのはBMP-1と同じである。残る1名は砲塔の左前方、操縦士の後ろの座席に搭乗する。ここはBMP-1では分隊長の席だったが、後部兵員室と隔離されており降車や兵員の指揮に不便なことから、前席にはPKM機関銃を装備する分隊支援火器手の座席となった。車体には銃眼（ガンポート）が設けられており、搭乗している兵士も携行している銃で発砲できる。銃眼はBMP-1と同じで、車体左右に3箇所ずつ、後部乗降ハッチに1箇所あり、左右最前方の2基は分隊支援火器であるPK/PKM用に台形をしており、残りの5基はAKM・AKS-74用に円形をしている。

### 兵装
主砲には2A42 30mm機関砲が搭載され、同軸機銃にPKT 7.62mm機関銃1門が付属する。2A42は、T-72主力戦車と同じ上下左右方向の2E36-1スタビライザーで安定化されており、昼夜兼用の1P3-3照準器とBPK-1-42熱画像照準器で照準する。車両だけではなくヘリコプターや航空機などの対空目標の撃墜のため、-5°の俯角から74°の仰角をかけることが可能である。2A42の弾薬には徹甲弾・曳光榴弾・通常榴弾の3種類があり、二系統の給弾装置で弾薬の種類を切り替えることができるほか、発射速度は200-300発/分と500発/分を選択できる。
対戦車ミサイルは、初期生産車のみ9M111ファゴット（AT-4）、量産車には9M113コンクールス（AT-5）が搭載された。いずれも、照準しておけば自動的に飛行する半自動指令照準線一致誘導方式で、装填も砲塔の発射筒に装填するのみで簡便となった。この他、砲塔には防御のために煙幕発射機を搭載することが可能である。

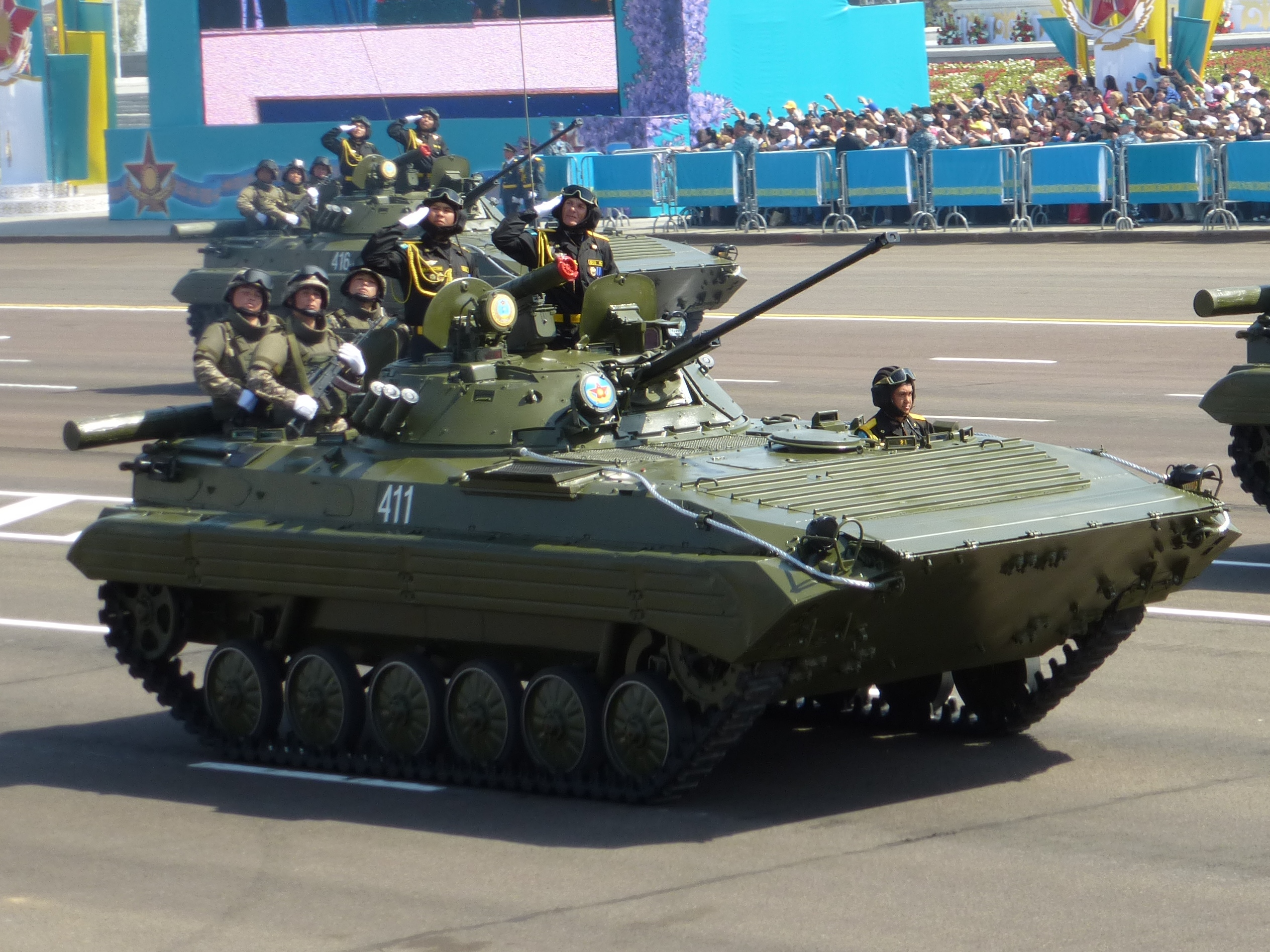
2015年の対独戦勝記念日パレードに登場したカザフスタン陸軍のBMP-2。砲塔では戦車兵姿の車長と砲手が敬礼している。
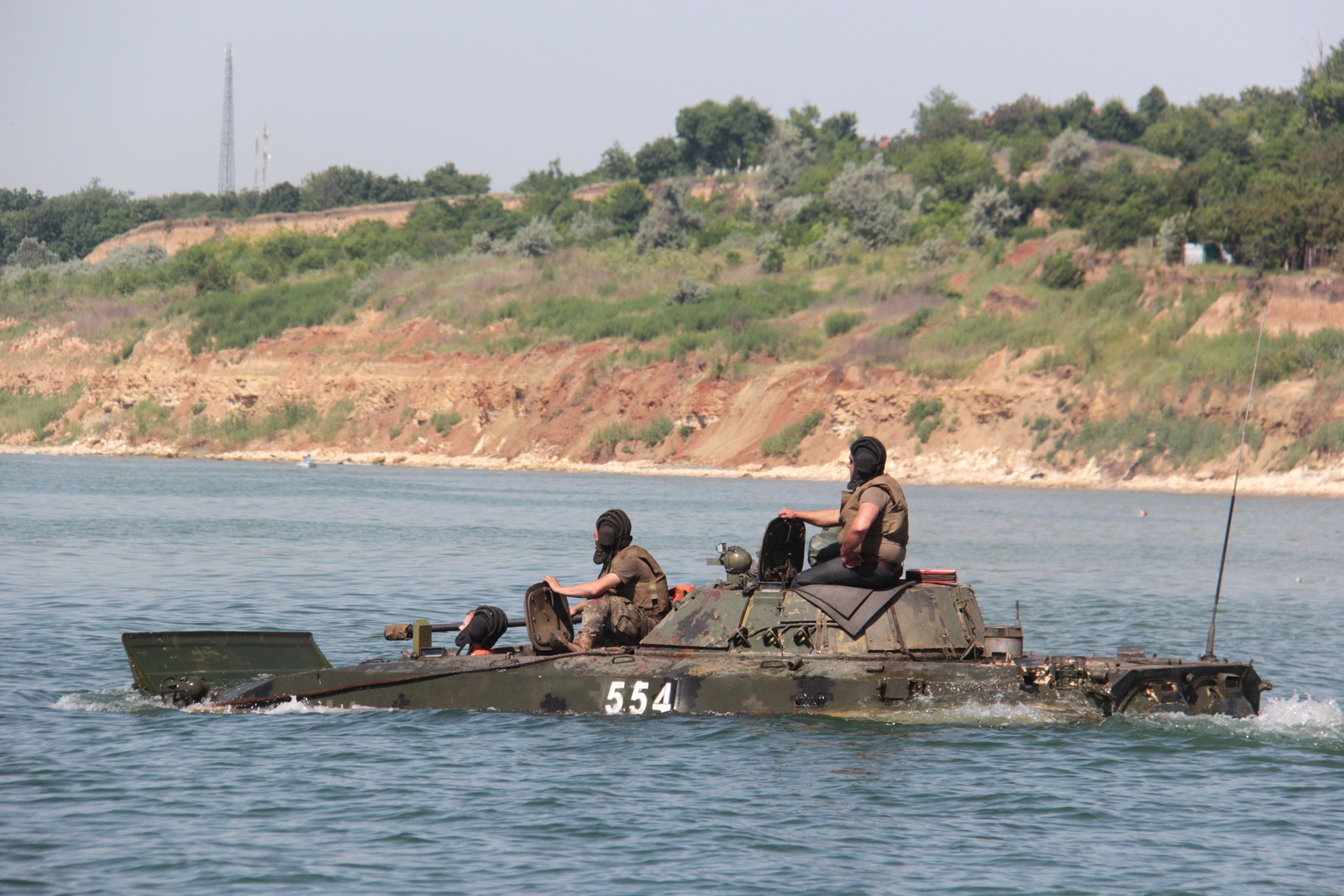
浮航するウクライナ陸軍のBMP-2（2016年）

## 運用

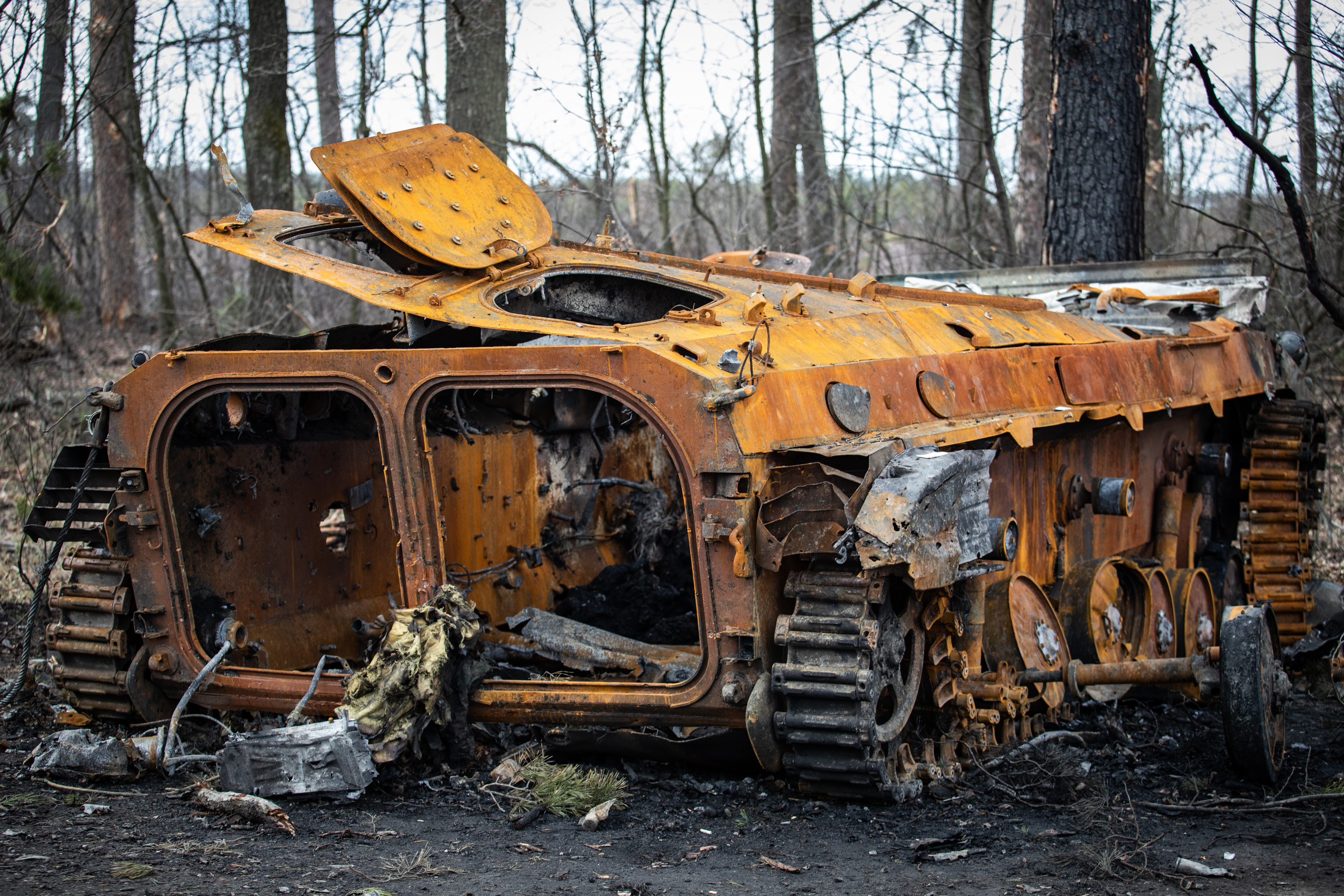
キーウ近郊で撃破されたBMP-2（2022年4月4日）

1980年から生産と配備が始まったBMP-2は、1978年から続くアフガニスタン侵攻に投入された。BMP-1と異なり仰角をとることが可能となったため、ムジャーヒディーンが積極的に行った輸送車列の襲撃の際には、高台に陣取ったムジャーヒディーンに反撃することができるようになった。アフガニスタンでの戦訓から、AGS-17自動擲弾銃を搭載する車両もあったほか、1982年以降は追加装甲を装備したBMP-2Dの配備が始まった。しかし基本設計はBMP-1とほぼ同じだったことから、車体の居住性は悪く長時間の乗車は困難だった。また、車体の装甲も貧弱で、RPG-7などの擲弾発射機には無力だった。そのため、アフガニスタンでは兵員は砲塔後方など車体の上に跨乗して、ムジャーヒディーンが攻撃してきたら散開して反撃するという乗車法をとり、本来の「装甲に守られた状態で乗車戦闘を行なう」というコンセプト自体が消えうせてしまった。抜本的な改良は水陸両用戦車から発展したBMP-3の登場を待たなければならなかった。しかし、BMP-3の配備がソ連崩壊と重なったため、予算不足などからBMP-2からBMP-3への更新は進まず、ロシア陸軍の歩兵戦闘車の主力をBMP-2が長らく占めることとなった。近年では近代化改修により、車長用と砲手用サイトが第2世代IR装置に変更され、砲塔部分も9M133 コルネット（AT-14 スプリガン）対戦車ミサイルが左右の連装式発射機に装着され、機関砲も2A42 30mm機関砲から改良型の2A72 30mm機関砲へと更新されたBMP-2Mが多数配備されている。
また2022年から始まったロシアのウクライナ侵攻では、ロシア陸軍とウクライナ陸軍双方がBMP-2を運用し、ロシアにおいてはポリマー装甲板とゲージ装甲を組み合わせた675-sb3KDZと呼ばれる追加防護キットを装着した改良型も配備されている。
BMP-2はBMP-1と同様に、東側諸国やアジア、アフリカ各地のソ連友好国に輸出されたほか、チェコスロバキアとインドではライセンス生産も行われた。ソ連崩壊やドイツ再統一後は、東ドイツ陸軍やポーランド陸軍で退役したが、東ドイツの車両がフィンランド陸軍に配備されるなど、約20ヶ国で運用されている。

## 型式

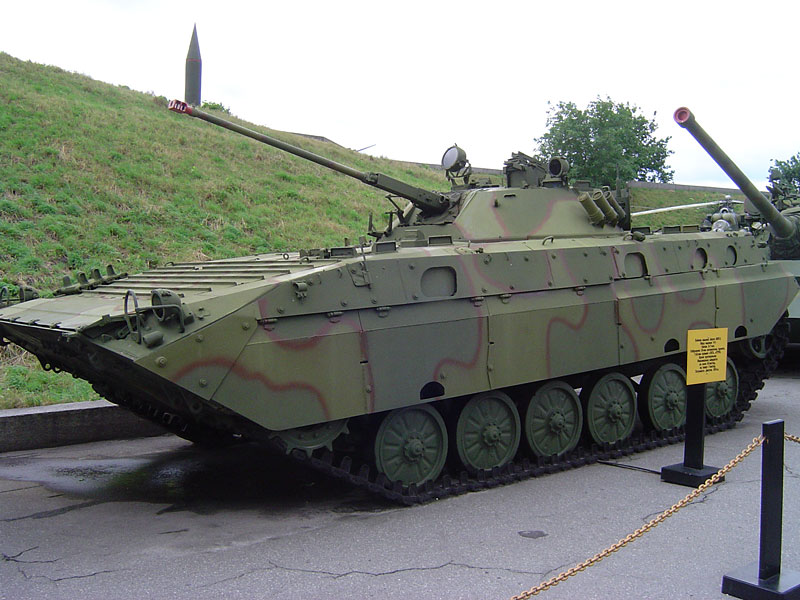
ウクライナ国立歴史博物館で展示されるBMP-2D

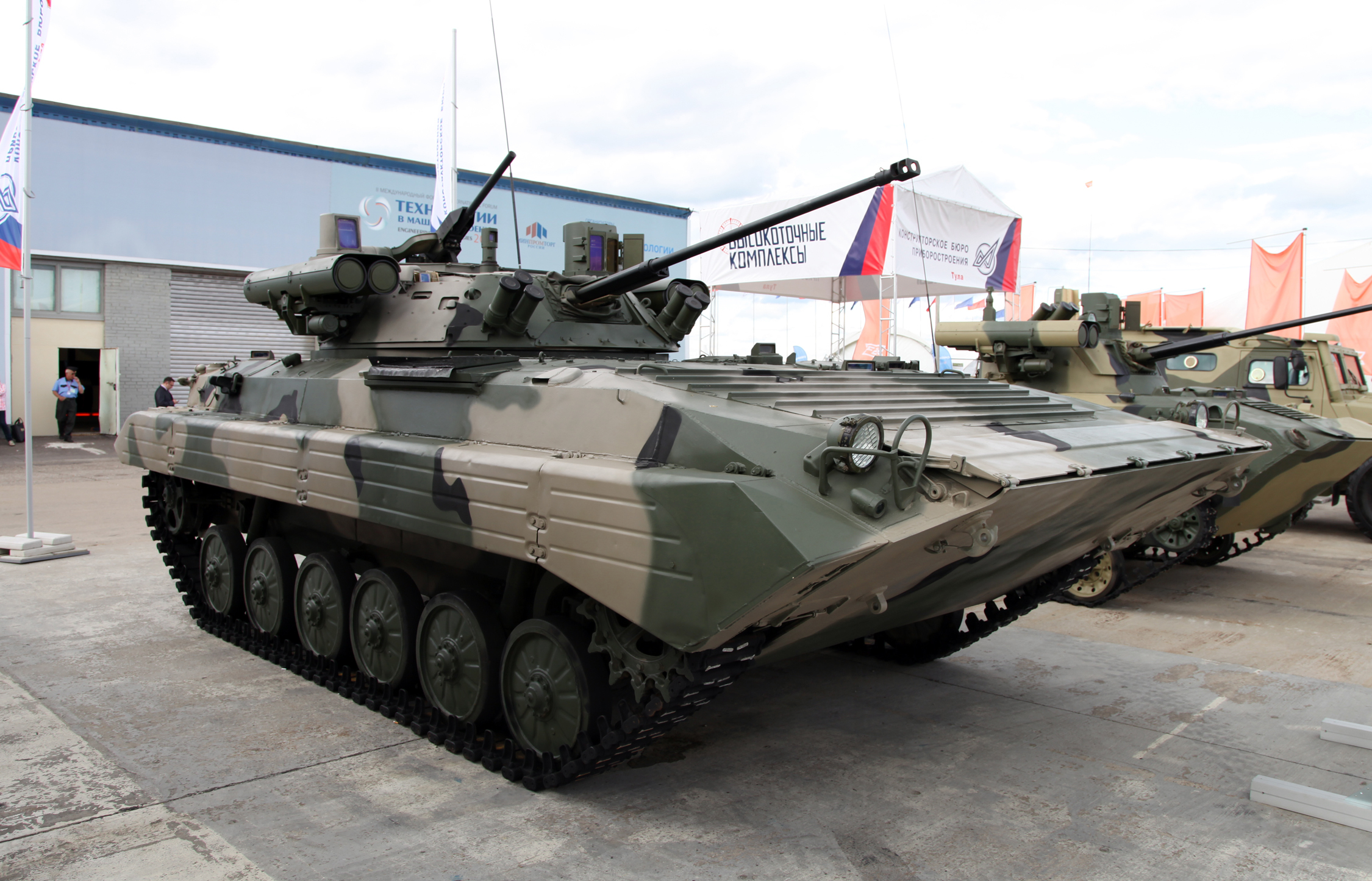
展示されるBMP-2M（2012年）

BMP-2 1980年型
極初期生産型。ガンポートとサイドスカートがBMP-1と同型となっており、ガンポートの配置もBMP-1から踏襲している。
BMP-2 1984年型
ガンポートの配置が変更され、小銃用を左右２基ずつ、機関銃用を左側に2基右側に1基となっており、サイドスカートも浮航能力を高めたものに変更。砲塔及び車体上面ハッチにナドボイ対放射線カバーが装着され、砲手用サイトに上下開閉式の防眩カバーが追加されている。
BMP-2 1986年型
標準生産型。砲手用サイトをBPK-2-42に更新し、TKN-3B車長用視察/照準装置を小型化。通信機器や車内通話機器も更新し、一部の車両は車体前面にKMT-10地雷除去装置の取り付けが可能である。
BMP-2D
1982年に登場した改良型。サイドスカートを鋼製に変更し、車体側面や砲塔後部に空間装甲を兼ねた増加装甲版を追加した。また操縦手底面に対地雷防御用の増加装甲板を取り付けている。重量が増えたため浮航能力を失ったが、車体前部に鋼製スクリーンを装備して1.2mの渡河能力を有する。当初西側諸国では識別名称として「BMP-2E」と呼称していた。
BMP-2BM
1999年から2000年に開発された武装強化型。BMD-4と同じ、2A70 100mm滑腔砲と2A72 30mm機関砲を装備するバフチャーU砲塔を搭載した。エンジンもUTD-23(400馬力)に換装し機動力も向上したが、兵員は5名まで減少し、浮航能力は失われている。試作車が１両製作されたが、重量増加による車体負荷が問題となり開発は中止された。
BMP-2M
砲塔を新型のB05Ya01ベレジョーク兵器モジュールに換装し、AGS-30を砲塔上に、9K133コルネット（AT-14スプリガン）または9M120アターカ（AT-9スパイラル2）の連装発射機を砲塔の左右に2基搭載。2005年にアルジェリア陸軍から500両を受注し、ロシア陸軍も数百両のBMP-2をBMP-2Mに改修することを予定している。
BMP-2M(KMZ案)
2005年にKMZが開発した近代化改修型。車長用視察装置をTKN-AIに、砲手用サイトをBPK-3-42にそれぞれ更新、車体側面にモジュラー式増加装甲を装着、エンジンをUTD-23に更新した。
BMP-2M アタカ
KMZが開発したBMP-2Mの改良型。砲手用サイトをKPNパノラマ式サイトに換装し、車内空調設備を追加、車体、砲塔側面にスラットアーマーおよびモジュラー式増加装甲を追加した。

## バリエーション

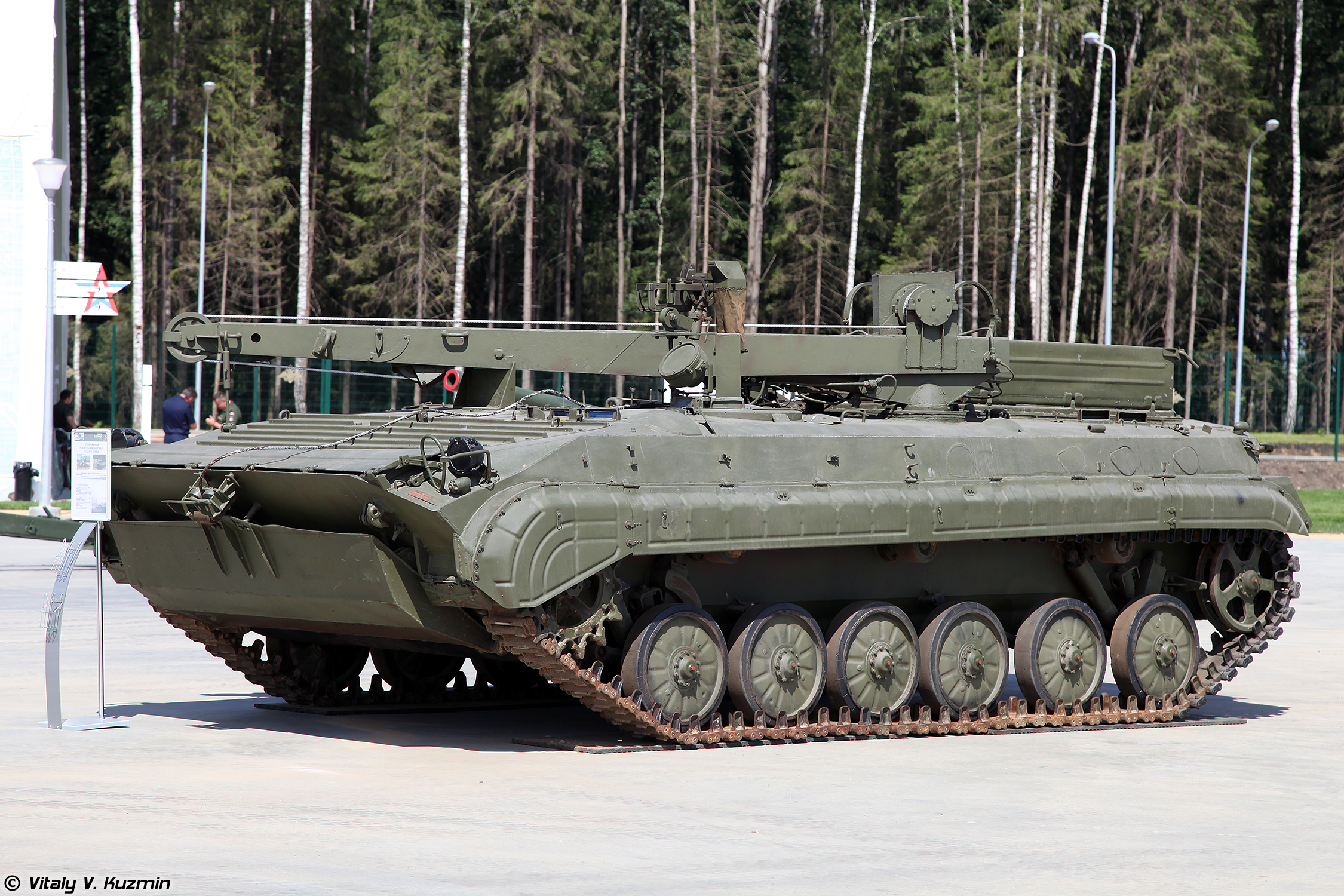
展示されるBREM-2（2015年）

### ソ連・ロシア
BMP-2K
自動車化狙撃兵（機械化歩兵）連隊の指揮官用車両。戦闘室上部に指揮通信用アンテナを2基増設し、車体後部左側にIFFアンテナと伸縮式アンテナマスト固定基部を追加した。代わりに兵員の数を6名に減らし、車体側面の機関銃用ガンポートを廃止、小銃用ガンポートも左右１基ずつに減少した。
BMO-1
2001年に採用された、ロシア海軍歩兵の火炎放射部隊輸送用装甲車。車内に焼夷弾を発射するRPOロケットランチャーを搭載。
BREM-2
牽引用ウインチやクレーン、発電機を搭載した装甲回収車両。

### チェコスロバキア

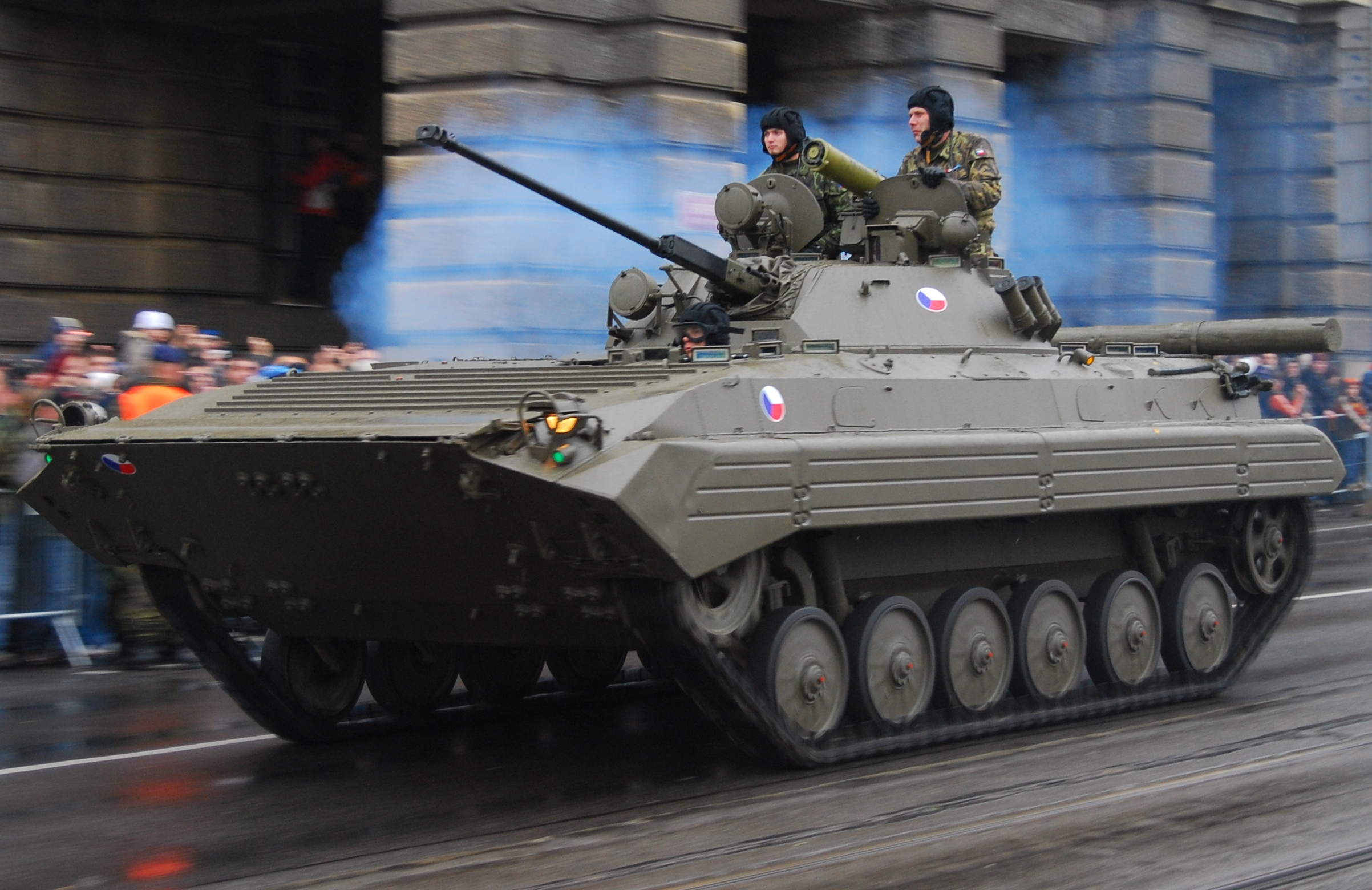
チェコ陸軍のBVP-2（2008年）

BVP-2
チェコスロバキアのポドポリャンスク・ストロヤルネ自動車工場とZTS重工業でライセンス生産されたBMP-2。1987年から1991年までに434両が製造された。
BVP-2V(BVP-VR)
指揮車両型。

### スロバキア
BVP-M2 サカル
2000年代にチェコと共同開発した近代化改修型。車体全周に増加装甲を施し、30mm機関砲と12.7mmまたは7.62mm同軸機銃を備えた無人砲塔を搭載、新型のオートマチックトランスミッションを備え、エンジンも米キャタピラー社製のC9.3ディーゼルエンジン(400馬力)に換装している。

### フィンランド

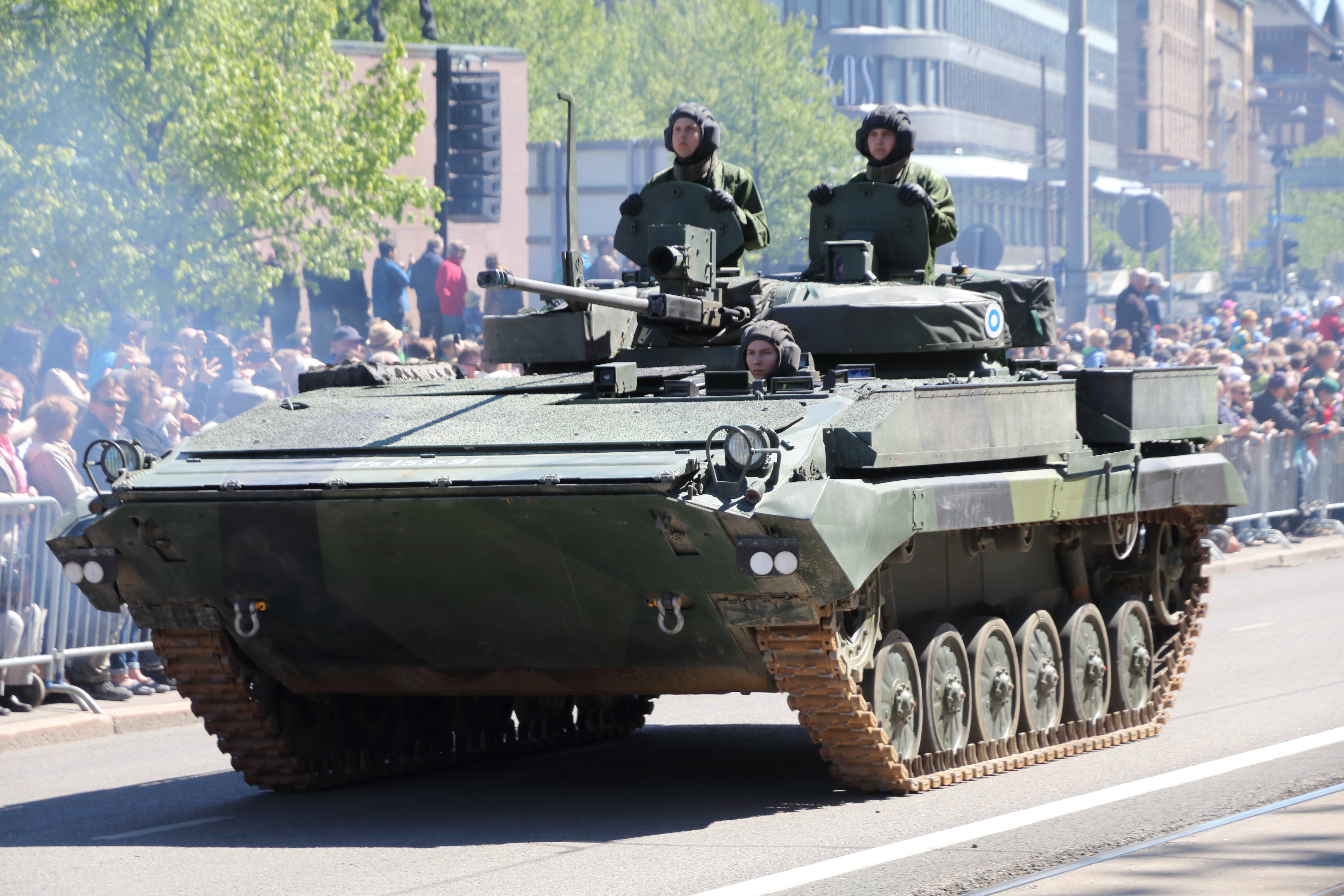
国旗の日のパレードに参加したBMP-2MD(2017年)

BMP-2MD
フィンランドの改良型。車長用および砲手用サーマルサイト、対空サイト、新型の昼/夜間視察装置等を追加し、サイドスカートをフィンランド独自の物に変更、車体前部上面に増加装甲を追加し車体側面に収納箱を追加した。また通信機器も新型に更新し車内暖房装置を増設した。2015年から2019年にかけてフィンランド陸軍に納入された。

### ベラルーシ
BMP-2 140
ベラルーシの第140修理工場による改良型。鋼製サイドスカートなどを装備。
BMP-2ルベージュ
ベラルーシの改良型。ルベージュM照準装置を装備。

### インド
BMP-2サラス
インドでライセンス生産されたBMP-2。下記のほかにも、指揮車型や装甲救急車型、105mm自走砲型などの派生型がある。
装甲工兵偵察車両
サラスをベースにした装甲回収車。
ナグ・ミサイルキャリアー
インド国産のナグ対戦車ミサイル6連装発射機を搭載した戦車駆逐車。
ムントラ
サラスをベースにした無人地上車両。

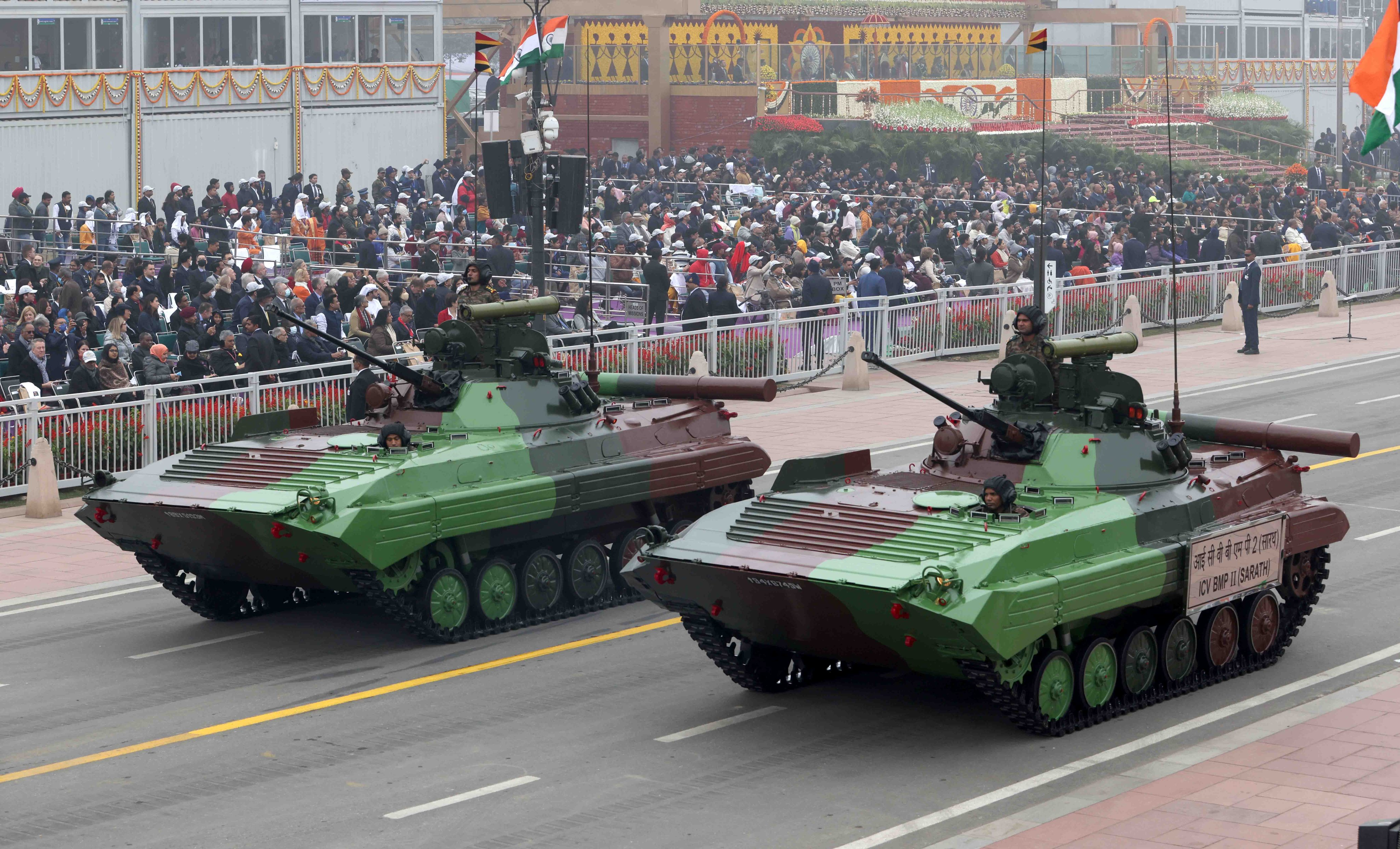
2023年の共和国記念日軍事パレードに登場したサラス
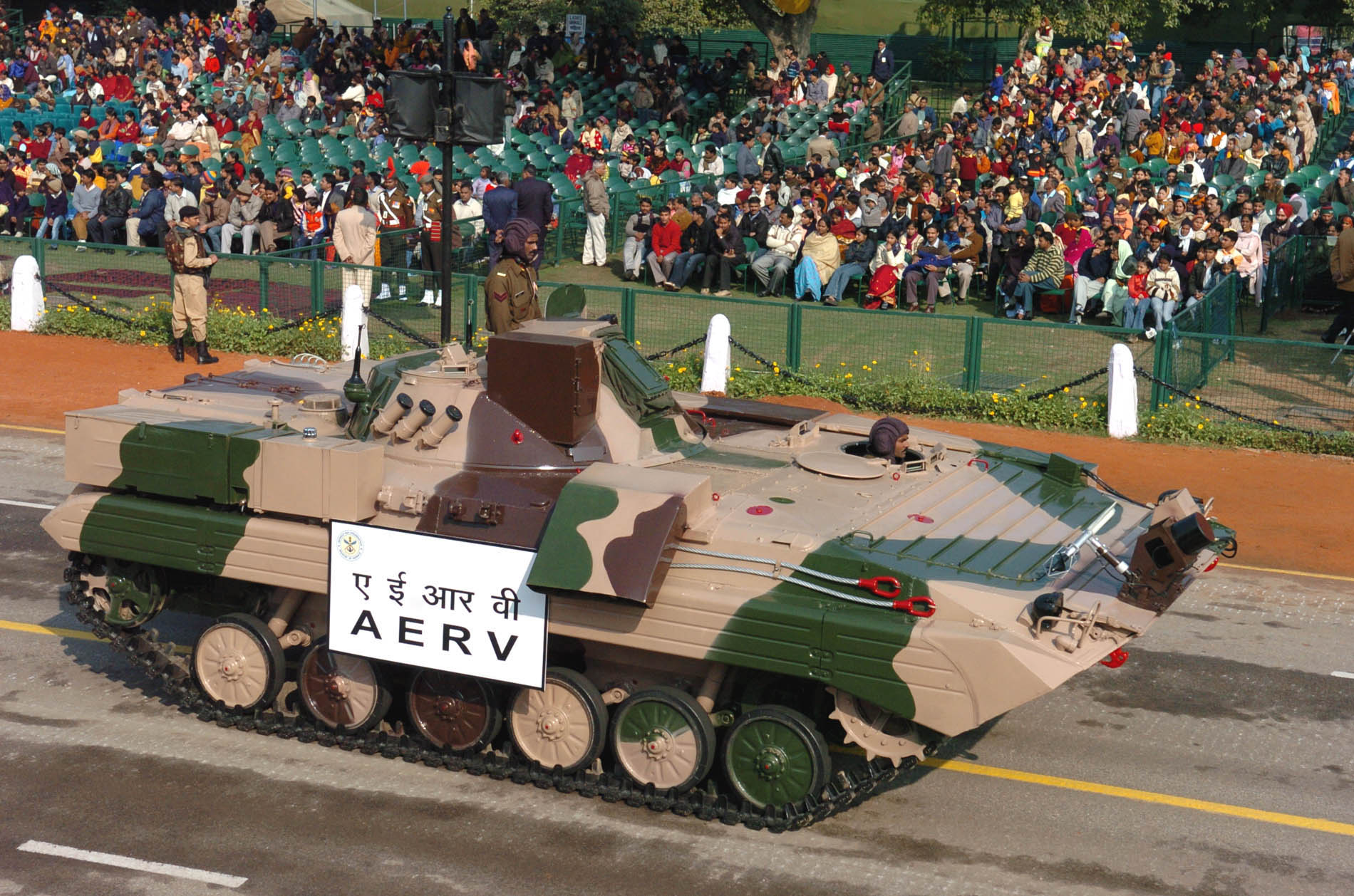
2005年の共和国記念日パレードに登場したAERV
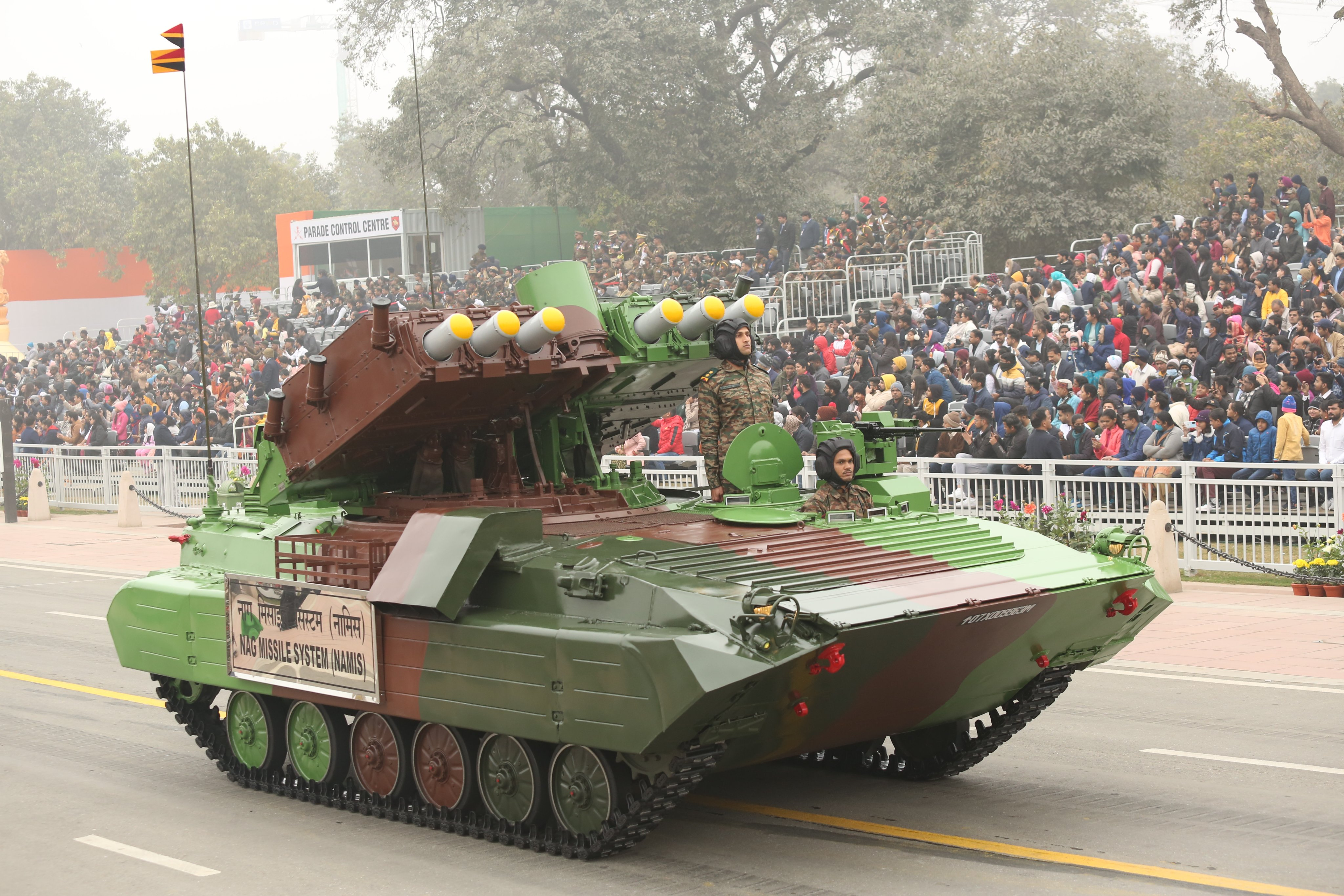
2023年の共和国記念日軍事パレードに登場したナグ・ミサイルキャリアー

## 採用国

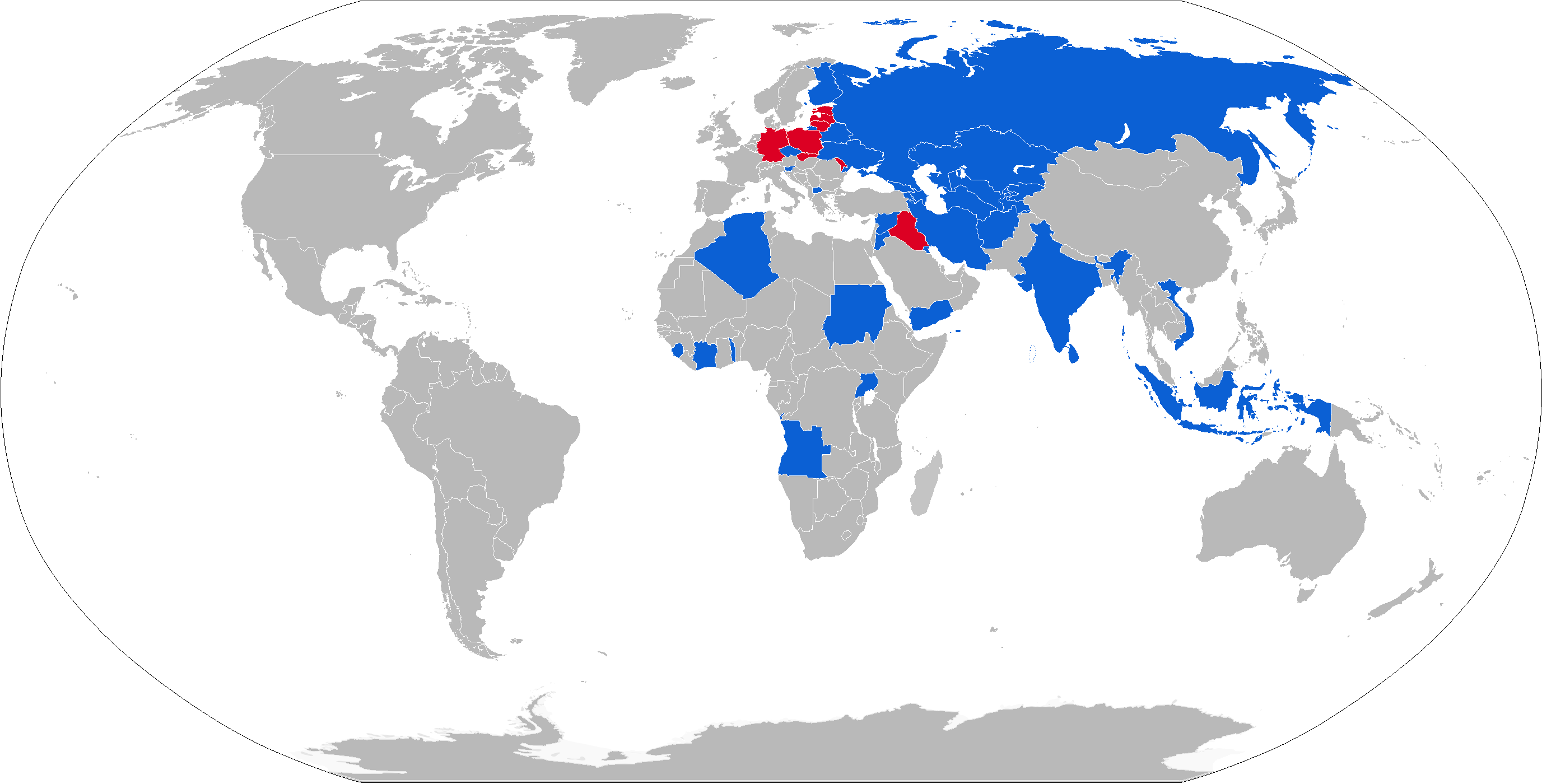
青は運用中の国。赤は退役済の国

- アフガニスタン
- アルバニア
- アルジェリア
- アンゴラ
- アルメニア
- アゼルバイジャン[注釈 1]
- ベラルーシ
- コートジボワール
- チェコ
- フィンランド
- ジョージア[注釈 2]
- インド
- イラン
- インドネシア[注釈 3]
- ヨルダン
- カザフスタン[注釈 4]
- クウェート
- キルギス[注釈 5]
- 北マケドニア[注釈 6]
- ロシア
- シエラレオネ
- スロバキア
- スリランカ
- スーダン
- シリア
- タジキスタン[注釈 7]
- トーゴ
- トルクメニスタン[注釈 8]
- ウガンダ
- ウクライナ
- ウズベキスタン[注釈 9]
- ベトナム
- イエメン

退役国
- 東ドイツ
- ドイツ
- ポーランド
- チェコスロバキア - ライセンス生産型のBVP-2を250両運用[3]。ビロード離婚後にチェコとスロバキアにそれぞれ引き継がれた。
- ソビエト連邦 - ソ連崩壊後に各構成国家および支配地域に引き継がれた。

## 登場作品

### 小説
『小隊』砂川文次
北海道に侵攻したロシア連邦軍の所属車両として登場。

### 漫画
『バトルオーバー北海道』小林源文
北海道に侵攻したソ連軍の兵器として登場。多数でいっせいに進軍する様子や、自衛官の84mm無反動砲によって撃破される様子が描かれている。

### ゲーム
『ARMA 2』
プレイヤーが操作可能。
『Operation Flashpoint: Cold War Crisis』
ソ連軍陣営で使用可能な歩兵戦闘車として登場する。レジスタンス陣営でも鹵獲した車両を使用可能。
『Project Reality（BF2）』
ロシア連邦軍にBMP-2、中東連合軍（MEC）の兵器としてBMP-2とBMP-2Mが登場。装備はTNPT-1とBPK-1-42の2種カメラ、クラクション、2A42 30mm機関砲（3UBR6 APBC-T弾/3UOF8 HEI弾）、KBP AG-17 グレネードランチャー、9M113 Kornet対戦車ミサイル、PKT 7.62mm同軸機銃、902B スモークランチャー
『War Thunder』
ソ連陸軍ツリーのランクVIに軽戦車として登場。
『エースコンバット アサルト・ホライゾン』
NRFが使用する。
『凱歌の号砲 エアランドフォース』
日本を占拠したロシア軍の車両として登場。プレイヤーも購入して使用できる。
『コール オブ デューティシリーズ』
『CoD4』
ロシア超国家主義派グループが使用。
『CoD:MW2』
ロシア軍が使用する。

『バトルフィールドシリーズ』
『BF2MC』
MECの歩兵戦闘車として登場する。
『BF3』
ロシア軍の歩兵戦闘車として登場する。多作品に登場するものとは違い、迷彩が施されている。
『BF4』
キャンペーンの一部ステージにてロシア軍と中国軍の歩兵戦闘車として登場。

『りっく☆じあ〜す』
マグマ軍の一員として、擬態化したBMP-2が登場する。ほとんど面影が無いが、砲塔に特徴がある。なお、ゲーム上では「歩兵戦闘車2號」という表記になっている。